# Občina Lukovica
Občina Lukovica je ena od 211 občin v Republiki Sloveniji, ki je postala samostojna lokalna skupnost z reorganizacijo lokalne samouprave leta 1995. Geografsko zajema območje Črnega grabna od Prevoj do Trojan in šteje okoli 6.000 prebivalcev. Njeno središče je v Lukovici pri Domžalah. 

## Župani
- Županja mag. Olga Vrankar, mandat 2018 - 2022.
- Župan Matej Kotnik, mandati od 2002 - 2018.
- Župan Živko Anastazij Burja, do leta 2002.

## Krajevne skupnosti
- KS Blagovica
- KS Češnjice
- KS Krašnja
- KS Lukovica
- KS Prevoje
- KS Rafolče
- KS Trojane
- KS Zlato polje

## Naselja v občini
Blagovica, Brdo pri Lukovici, Brezovica pri Zlatem Polju, Bršlenovica, Dupeljne, Čeplje, Češnjice, Gabrje pod Špilkom, Golčaj, Gorenje, Gradišče pri Lukovici, Hribi, Imovica, Javorje pri Blagovici, Jelša, Kompolje, Koreno, Korpe, Krajno Brdo, Krašnja, Lipa, Log, Lukovica pri Domžalah, Mala Lašna, Mali Jelnik, Obrše, Podgora pri Zlatem Polju, Podmilj, Podsmrečje, Poljane nad Blagovico, Preserje pri Lukovici, Preserje pri Zlatem Polju, Prevalje, Prevoje pri Šentvidu, Prevoje, Prilesje, Prvine, Rafolče, Selce, Spodnje Koseze, Spodnje Loke, Spodnje Prapreče, Spodnji Petelinjek, Straža, Suša, Šentvid pri Lukovici, Trnjava, Trnovče, Trojane, Učak, V Zideh, Veliki Jelnik, Videm pri Lukovici, Vošce, Vranke, Vrba, Vrh nad Krašnjo, Vrhovlje, Zavrh pri Trojanah, Zgornje Loke, Zgornje Prapreče, Zgornji Petelinjek, Zlatenek, Zlato Polje, Šentožbolt, Žirovše

## Društva
Seznam društev v občini Lukovica